# Drillia lignaria
Drillia lignaria é uma espécie de gastrópode do gênero Drillia, pertencente a família Drilliidae.